# Harana/Valle de Arana
Harana/Valle de Arana là một đô thị trong tỉnh Araba (Álava), thuộc Xứ Basque, phía bắc Tây Ban Nha.
Đô thị này cách thủ phủ Victoria 40 km, diện tích là 39,1 km², dân số là 313 người (INE 2007) với mật độ 8,01 người/km². Mã số bưu chính là 01117